# Julio Osorio Quintana
Julio Osorio Quintana (2 de octubre de 1939 - 28 de septiembre de 2022) fue un exjugador de baloncesto panameño.

## Trayectoria
Osorio nació y se crio en el popular barrio capitalino de El Chorrillo, muy cerca de la escuela Manuel Amador Guerrero, La carrera de Osorio con la selección nacional de baloncesto de Panamá comenzó en los IX Juegos Centroamericanos y del Caribe, donde el equipo ganó la medalla de plata. Al año siguiente Osorio compitió en el Campeonato Centroamericano donde Panamá ganó la medalla de oro. En los Juegos Panamericanos de 1967 Osorio formó parte del equipo panameño que ganó el bronce. Al año siguiente, Osorio compitió en los Juegos Olímpicos de México 1968. Panamá terminó en el puesto 12. Osorio también fue el abanderado de Panamá en la Ceremonia de Apertura. En los XI Juegos Centroamericanos y del Caribe, Osorio ganó el oro con Panamá cuando ganaron el torneo de baloncesto. Osorio se retiró en 1975 y se convirtió en director de la selección nacional.

## Fallecimiento
El 28 de septiembre de 2022 falleció Osorio en la Ciudad de Panamá, a la edad de 82 años